# Mozartschule

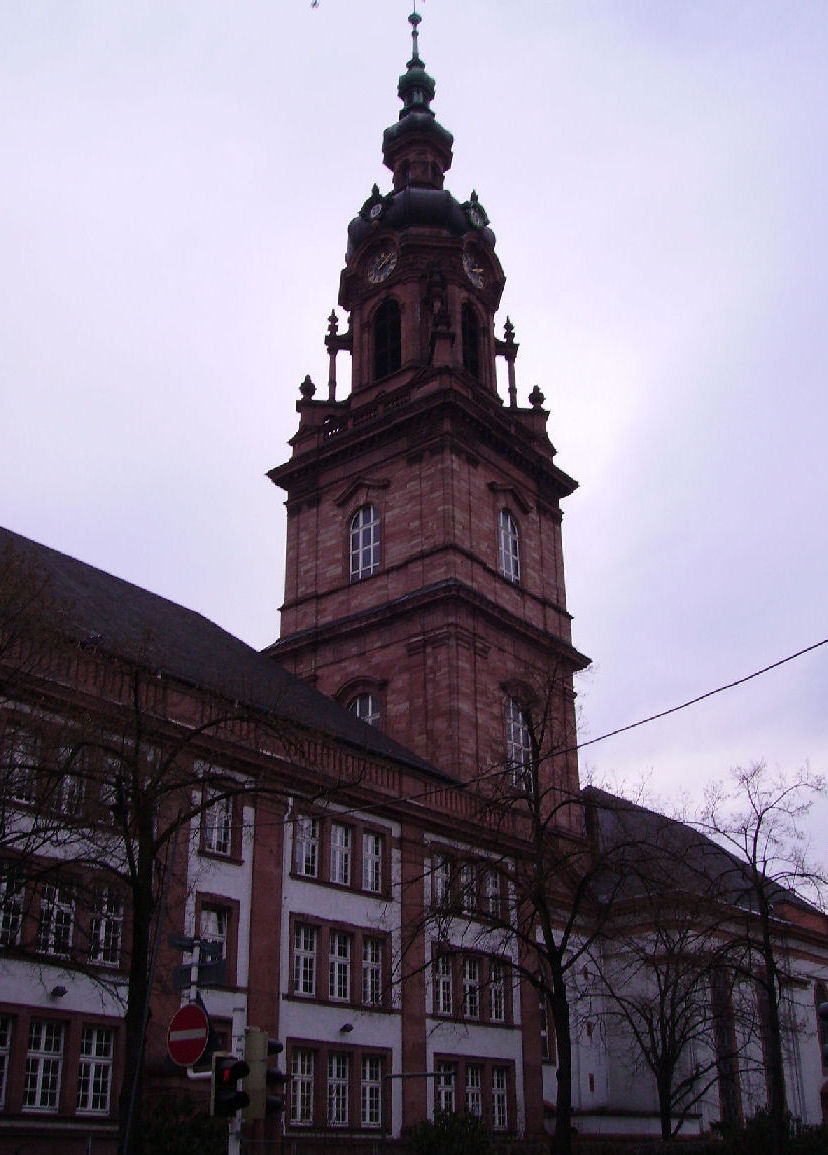
Mozartschule (links) und Konkordienkirche (rechts) heute

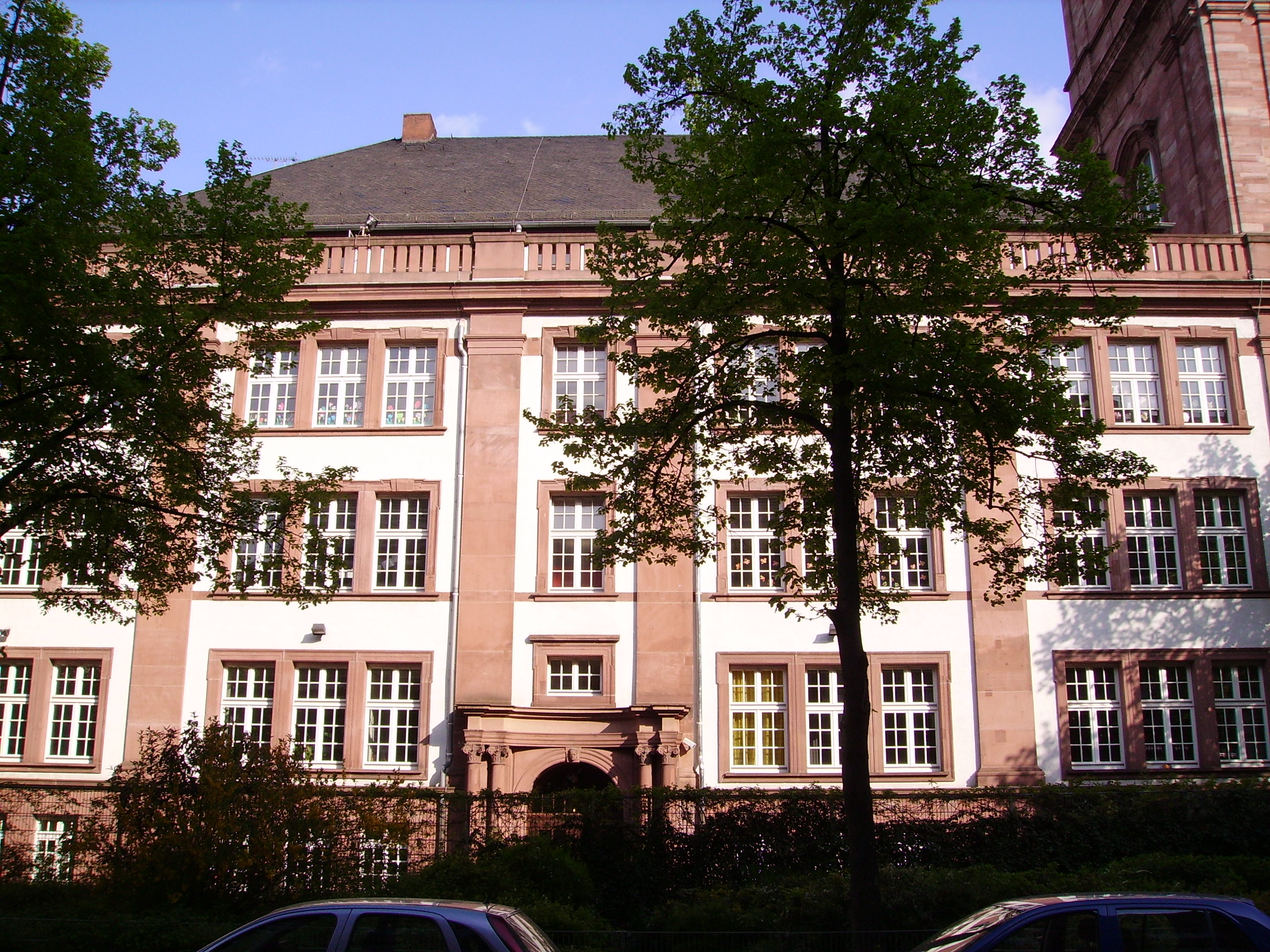
Mozartschule, heute

Das denkmalgeschützte Gebäude der Mozartschule Mannheim befindet sich im „Quadrat“ R 2, 2 in Mannheim.

## Beschreibung
Das heutige Gebäude ruht auf den Fundamenten eines Vorgängerbaus aus dem 17. Jahrhundert. Gemeinsam mit der Mannheimer Konkordienkirche und dem dazwischen platzierten Turm bildet die Mozartschule einen Doppelbau. Der neobarocke Turm ist 86,93 Meter hoch. Dieser Gebäudetyp ist ein Beispiel für die Mannheimer Symmetrie und diente als Vorbild für das Alte Rathaus mit St.-Sebastian-Kirche am Marktplatz und das Kaufhaus am Paradeplatz. 
Das neubarocke Schulgebäude wurde in den Jahren 1914 bis 1917 nach Entwürfen des Stadtbaurats und Leiters des städtischen Hochbauamts Richard Perrey streng symmetrisch zur barocken Konkordienkirche errichtet. Die Mozartschule hat einen rechteckigen Grundriss. Die Dachreiter auf dem Walmdach und die Balustrade am Dach von 1893 sind noch an der Mozartschule erhalten. 
Der aufwändige Bauschmuck, Dachreiter, Figuren, Ziervasen erinnern an das Mannheimer Residenzschloss. 
Die Eingangspfeiler zu den Pausenhöfen schmücken seit 1917 mehrere Schulkinderfiguren. Das Schulgebäude hatte zwei Schulhöfe, einen Schulhof für Jungen sowie einen Mädchenschulhof. Die Eingangspfeiler zum Jungenschulhof zeigte zwei Knabenpaare. Ein Paar stellte eine Allegorie auf die Freundschaft dar und die anderen beiden Knaben war mit der Buchlektüre beschäftigt. Die Eingangspfeiler zum Schulhof für die Mädchen schmückten zwei Mädchenpaare. Zwei Mädchen zeigten sich mit Haustieren, während die anderen beiden Mädchen mit Handarbeiten beschäftigt waren. Die im Zweiten Weltkrieg beschädigten Figuren wurden 2006 von dem Bildhauer Matthias Dämpfle aus Freiburg wiederhergestellt.

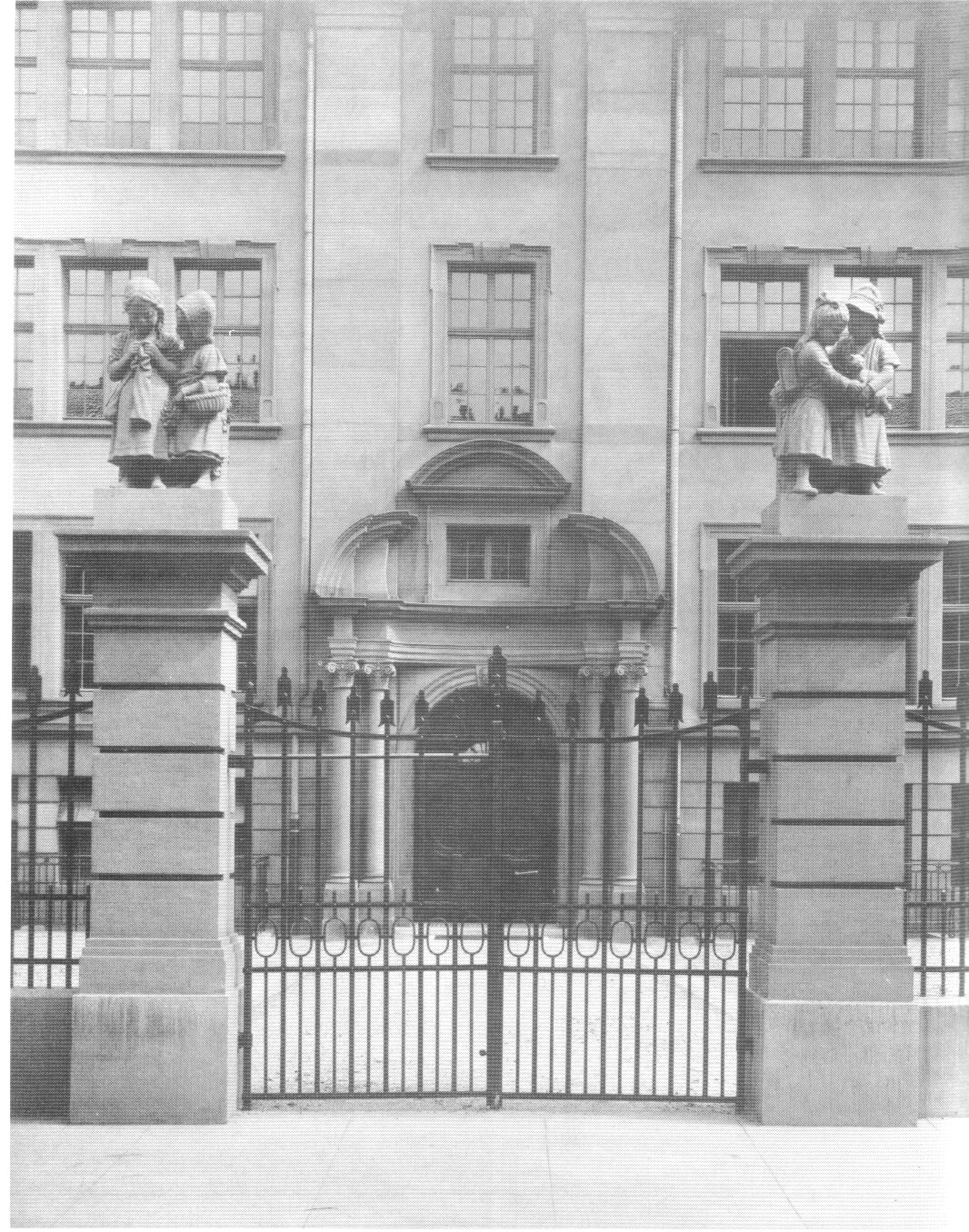
Die Pfeiler der Schulhof-Einfriedungen schmückten von 1917 bis 1945 mehrere Schulkinderfiguren.
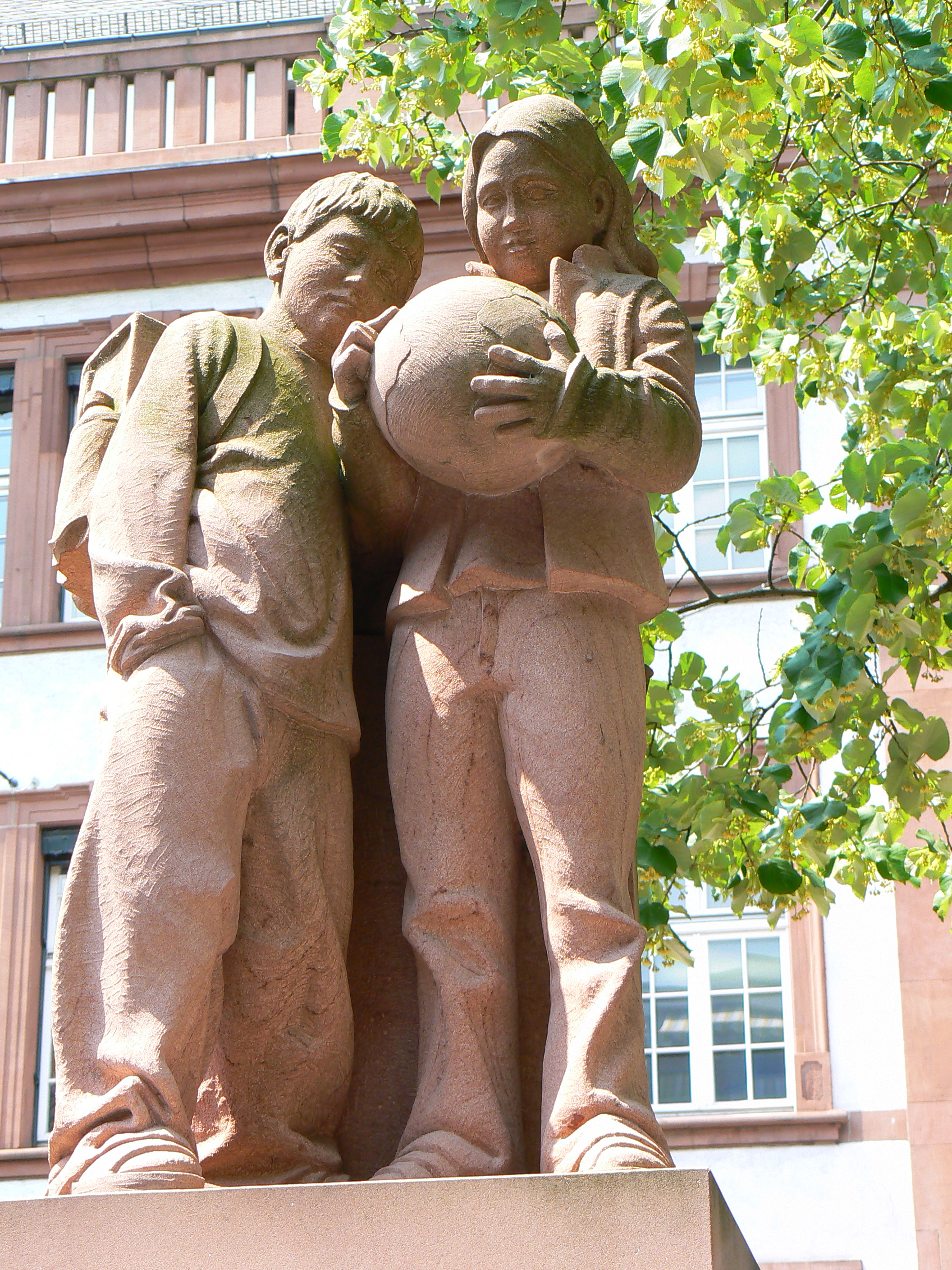
Die Pfeiler der Schulhof-Einfriedungen schmücken  seit 2006 wieder Schulkinderfiguren
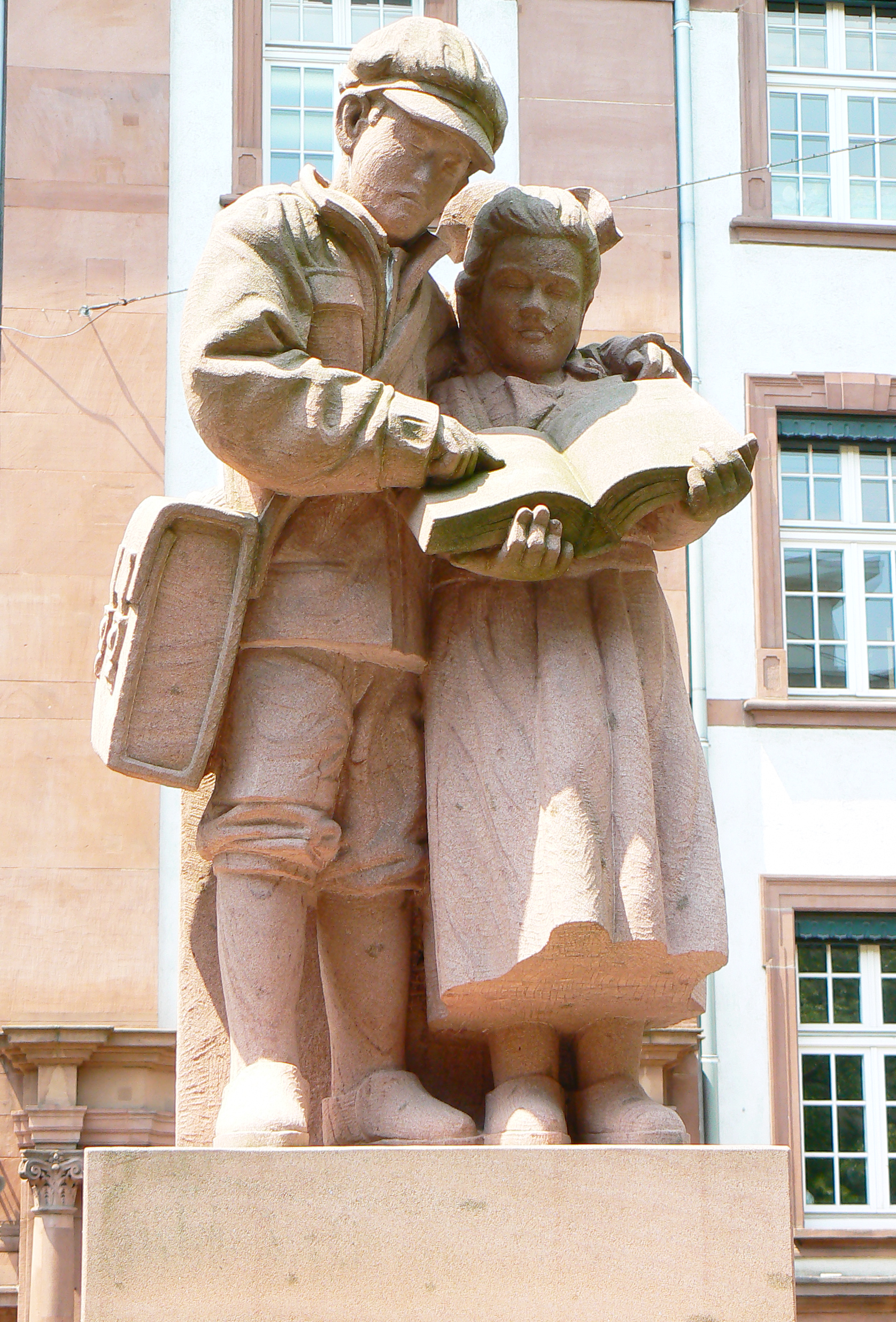
Die Pfeiler der Schulhof-Einfriedungen schmücken  seit 2006 wieder Schulkinderfiguren